# Hexatoma obscura
Hexatoma obscura är en tvåvingeart som först beskrevs av Johann Wilhelm Meigen 1818.  Hexatoma obscura ingår i släktet Hexatoma och familjen småharkrankar. Inga underarter finns listade i Catalogue of Life.